# Deutschland (panserskib)
 For alternative betydninger, se Deutschland (flertydig). (Se også artikler, som begynder med Deutschland)
Deutschland (dansk: Tyskland) var et tysk lommeslagskib, det første af Deutschland-klassen.
Under den spanske borgerkrig deltog Deutschland i interventionsstyrken, der officielt skulle begrænse borgerkrigen ved håndhæve en våbenembargo. I praksis støttede den tyske flåde generalísimo Franco med bl.a. kystbombardementer. Under den tjeneste blev Deutschland i 1937 angrebet af republikanske bombefly og led store tab.
Kort efter 2. verdenskrigs begyndelse blev Deutschland i november 1939 omklassificeret og omdøbt til Lützow. Omdøbningen skyldtes Hitlers overtro, som blev værre efter nedkæmpelsen af lommeslagskibet Admiral Graf Spee, der blev sænket af sin egen besætning. Derudover skete omdøbningen også for at kamuflere overdragelsen af den ufærdige svære krydser Lützow af Hipper-klassen til Sovjetunionen i 1940 som betaling for sovjetiske leverancer under Hitlers og Stalins alliance. Symbolsk kunne det også være katastrofalt med sænkningen af et skib, der hed "Deutschland".
Søsterskibe
- Admiral Graf Spee (panserskib)
- Admiral Scheer (panserskib)